# Plectropomus
Plectropomus là một chi cá biển thuộc phân họ Epinephelinae trong họ Cá mú.

## Từ nguyên
Từ định danh plectropomus được ghép bởi hai âm tiết trong tiếng Hy Lạp cổ đại: plêktron (πλῆκτρον; "nắp đậy") và pôma (πῶμα; "nắp đậy"), hàm ý đề cập đến rìa dưới của xương trước nắp mang có 3 ngạnh lớn hướng xuống, được che bởi lớp da.

## Các loài
Có 8 loài được công nhận là hợp lệ trong chi Plectropomus:
- Plectropomus areolatus (Rüppell, 1830)
- Plectropomus laevis (Lacépède, 1801)
- Plectropomus leopardus (Lacépède, 1802)
- Plectropomus maculatus (Bloch, 1790)
- Plectropomus marisrubri Randall & Hoese, 1986
- Plectropomus oligacanthus (Bleeker, 1855)
- Plectropomus pessuliferus (Fowler, 1904)
- Plectropomus punctatus (Quoy & Gaimard, 1824)

## Mô tả chung
Plectropomus là những loài có kích thước khá lớn, có thể đạt đến chiều dài 125 cm như ở P. maculatus và P. laevis.
Về màu sắc, Plectropomus có màu đỏ tươi, nâu đỏ, xám trắng hoặc sẫm đen tùy từng loài, và có thể có các vạch đốm xanh trên thân. Riêng ở P. laevis, có đến hai kiểu hình khác biệt được biết đến ở loài này.
Plectropomus có một cặp răng nanh rất lớn ở hàm trước, mỗi bên hàm dưới có từ 1 đến 4 răng nanh nhỏ hơn.

## Sinh thái học

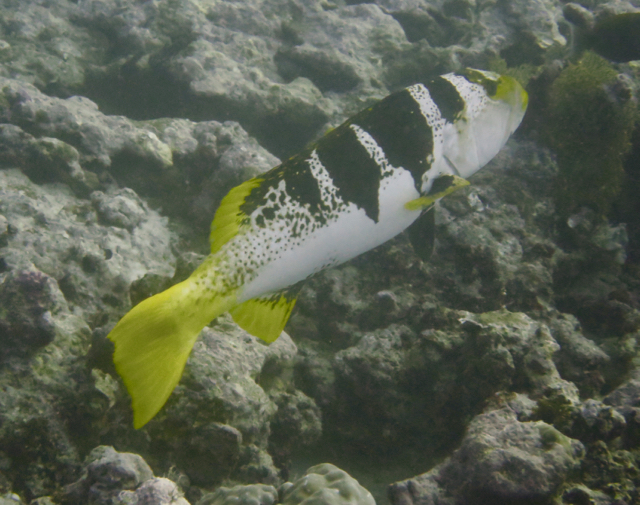
P. laevis

Thức ăn của các loài Plectropomus chủ yếu là những loài cá nhỏ hơn, đôi khi chúng ăn cả động vật giáp xác và cá mực.
Một số loài Plectropomus được xác định là loài lưỡng tính tiền nữ, như P. leopardus, P. maculatus và P. laevis. Cá con của 3 loài này còn có khả năng bắt chước kiểu hình của một số loài cá nóc chi Canthigaster (như Canthigaster valentini và Canthigaster papua) nhằm né tránh sự truy lùng của những kẻ săn mồi (bắt chước kiểu Bates), và P. maculatus còn có thể bắt chước kiểu hình của cá lượng con Scolopsis monogramma.
P. marisrubri và cá lịch Gymnothorax javanicus có thể giao tiếp và phối hợp săn mồi, một điều đã được quan sát ở Biển Đỏ. Để bắt đầu cuộc săn mồi, P. marisrubri bơi đến trước mặt G. javanicus và lắc đầu với tần suất cao (3–6 lần lắc mỗi giây) để ra hiệu cùng đi chung.

## Thương mại
Mặc dù là những loài có giá trị cao trong nghề cá thương mại, nhiều vụ ngộ độc ciguatera đã được báo cáo ở những loài Plectropomus. Vì nạn đánh bắt quá mức mà P. areolatus và P. marisrubri được xếp vào Loài sắp nguy cấp theo Sách đỏ IUCN.